# Javier y los invasores del espacio
Javier y los invasores del espacio és una pel·lícula espanyola infantil de ciència-ficció en blanc i negre del 1967 dirigida per Guillermo Ziener amb guió de Rafael Henríquez i Carlos Serrano.

## Argument
Un exèrcit d'invasors alienígenes paralitzen la humanitat amb els seus gasos. Només dos nens aconsegueixen salvar-se de l'atac alienígena i amb l'ajuda d'un mico salvaran la humanitat terrestre.

## Repartiment
- Ángel Aranda:
- José María Prada:
- Mayrata O'Wisiedo:
- Manuel Fernández Aranda:
- Inma de Santis: Mabel
- Ramiro Benito:
- Juan Carlos Moreno:
- Antonio Sempere:
- Juanjo Seoane:
- Antonio Taño:

## Producció
Es tracta d'una pel·lícula infantil de baix pressupost rodada a Toledo per un director que no va tornar a rodar llargmetratges. Fou exhibida a la I Setmana Internacional de Cinema Fantàstic i de Terror Va suposar el debut del director de fotografia José Luis Alcaine i de l'actriu Inma de Santis, tot i que les crítiques li foren adverses.

## Crítiques
| «                                         | «Film ridícul: sembla ser que fins al seu director es va adonar i en observar la impotència del tema per a ser tractat seriosament va decidir que tant actors com càmera, etc., fessin el que volguessin». | » |
| — Diario de Mallorca, 4 d'octubre de 1968 | |   |